# NGC 6464
NGC 6464 је спирална галаксија у сазвежђу Змај која се налази на NGC листи објеката дубоког неба.
Деклинација објекта је + 60° 53' 51" а ректасцензија 17h 45m 47,6s. Привидна величина (магнитуда) објекта NGC 6464 износи 14,8 а фотографска магнитуда 15,5. NGC 6464 је још познат и под ознакама MCG 10-25-87, CGCG 300-65, KAZ 160, KUG 1745+609, IRAS 17452+6054, PGC 60818.